# Saint-Léger-en-Bray
 Saint-Léger-en-Bray  es una comuna y población de Francia, en la región de Picardía, departamento de Oise, en el distrito de Beauvais y cantón de Auneuil.
Su población en el censo de 1999 era de 337 habitantes.
Está integrada en la Communauté d'agglomération du Beauvaisis.

## Demografía
| 155 | 163 | 170 | 227 | 301 | 337 |
| Para los censos de 1962 a 1999 la población legal corresponde a la población sin duplicidades (Fuente: INSEE [Consultar]) |     |     |     |     |     |

- Datos: Q1365388
- Multimedia: Saint-Léger-en-Bray / Q1365388

1. ↑  Worldpostalcodes.org, código postal n.º 60155.
2. ↑  INSEE, Datos de población para el año 2012 de Saint-Léger-en-Bray (en francés).